# Donald Ford
Donald Ford (Linlithgow, 25 ottobre 1944) è un ex calciatore scozzese, di ruolo attaccante.